# Aviakor

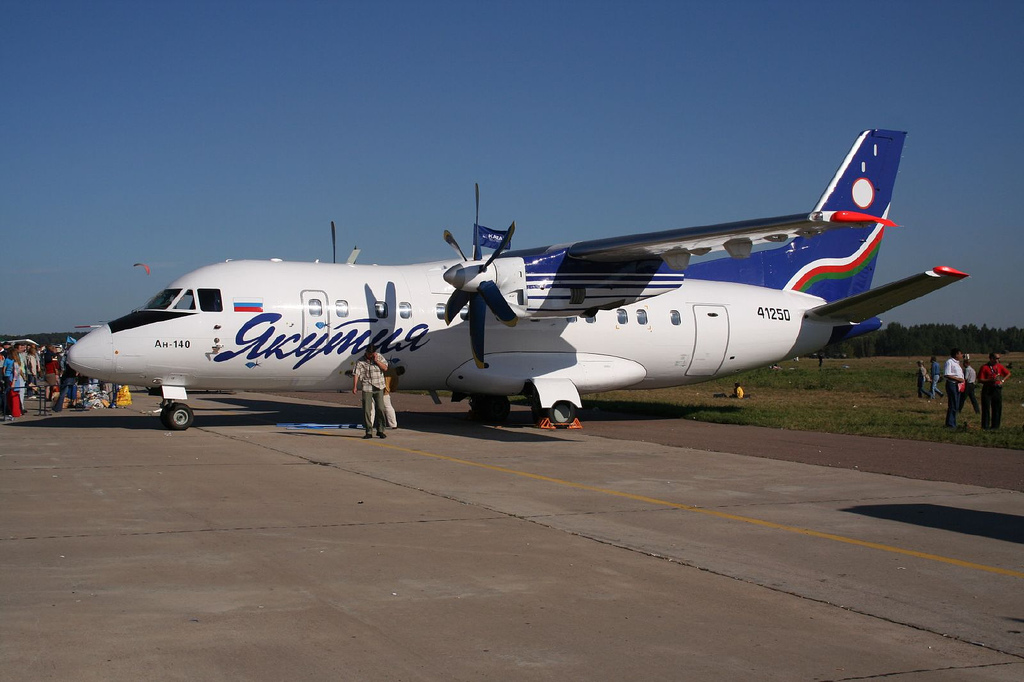
Samolot An-140

Zakłady Lotnicze „Aviakor” (rus. «Авиако́р» — авиационный завод) – rosyjskie przedsiębiorstwo przemysłu lotniczego z siedzibą w Samarze. Zakłady produkują samoloty oraz wykonują remonty samolotów własnej produkcji (m.in. Tu-154), zatrudniają 2370 pracowników (stan na 2011 rok).

## Historia
Woroneskie Zjednoczenie Przemysłu Lotniczego zostały założone w 10 stycznia 1930 roku. Latem 1941 roku zakłady ewakuowano do Kujbyszewa. W okresie II wojny światowej zakłady produkowały samoloty szturmowe Ił-2. W kolejnych lata produkowano m.in.:
- 1944–1949 – samoloty szturmowe Ił-10,
- 1957–1958 – samoloty bombowe dalekiego zasięgu Tu-95,
- samoloty pasażerskie Tu-114 i morskie samolot dalekiego rozpoznania Tu-142, których konstrukcja oparta była w dużej części na bombowcu Tu-95,
- lata 60. XX wieku –  pasażerski samolotu średniego zasięgu Tu-154.

W latach 90. w związku z brakiem zamówień dla wojsk, jak również w wyniku zerwania kooperacji z Biurem Konstrukcyjnym Tupolewa, zakłady zmuszone były ograniczyć swoje moce produkcyjne. Zatrudnienie spadło z 25 000 pracowników (pod koniec lat 80.) – do 2370 (2011 rok).

## Obecna produkcja
Zakłady produkowały samoloty  pasażerskie krótkiego zasięgu An-140 – w oparciu o kooperację z Biurem Konstrukcyjnym Antonowa, jednak sytuacja na Ukrainie i nierytmiczność dostaw potrzebnych do montażu części spowodowały zawieszenie produkcji An-140. Przez 10 lat produkcji Aviakor wybudował 10 wojskowych maszyn dla rosyjskiego Ministerstwa Obrony oraz cztery pasażerskie An-140 dla linii Yakutia Airlines. Tym niemniej do końca 2015 roku producent zamierzał ukończyć jeszcze kilka egzemplarzy dla wojska z wykorzystaniem zapasów części zamiennych. Przeprowadzają również remonty wyprodukowanych przez siebie samolotów – głównie Tu-154.